# Hans Dechend
Hans Walter Eckhardt Dechend (* 21. Juli 1849 in Potsdam; † 30. Juni 1932 in Hirschberg im Riesengebirge) war ein preußischer Major und Militärschriftsteller.

## Leben
Nach dem Besuch des Gymnasiums zu St. Maria Magdalena in Breslau trat er am 27. Juli 1870 als Einjährig-Freiwilliger in das heimische 3. Garde-Grenadier-Regiment Königin Elisabeth der Preußischen Armee ein. Mit diesem nahm er im Deutsch-Französischen Krieg an den Schlachten von Gravelotte und Saint Privat und Sedan, den Ausfall- und Vorpostengefechten von Le Bourget, sowie der Einschließung und Belagerung von Paris teil.
Nach seinem Jahr wurde Dechend als Avantageur mit Portepee am 28. Juli 1871 in das Hessische Füsilier-Regiment Nr. 80 versetzt. Hier wurde er am 16. November zum Fähnrich und am 11. Mai 1872 zum Sekondeleutnant befördert. Vom 1. Oktober 1878 bis zum 1. August 1881 besuchte er die Kriegsakademie. Zum Premierleutnant wurde er am 18. September 1867 befördert und war als solcher zwischen dem 1. Oktober 1885 bis zum 1. Oktober 1887 Adjutant beim Landwehrbezirk Attendorn. Nach Quellen des Marburger Archivs veröffentlichte er 1887 mehrere Beiträge zur Geschichte des Feldzugs von 1806. Für seine wissenschaftliche Mitarbeit am österreichischen Generalstabswerk über die Feldzüge des Prinzen Eugen von Savoyen wurde Dechend im Mai 1888 mit dem Ritterkreuz des österreichischen Franz-Joseph-Ordens ausgezeichnet. Die Benennung seines Regiments änderte sich zum 27. Januar 1889 in „Füsilier-Regiment „von Gersdorff“ (Hessisches) Nr. 80“. Zum Hauptmann wurde er am 22. März 1889 befördert und dem Regiment aggregiert.
Unter der Ernennung zum Chef einer seiner Kompanien wurde Dechend am 22. Mai 1889 ins Infanterie-Regiment „von Wittich“ (3. Hessisches) Nr. 83 nach Kassel versetzt. à la suite des Regiments war er ab dem 14. November 1893 im Nebenetat des Großen Generalstabs zugeteilt. Seine Studien aus der Kriegsgeschichte erschienen 1895 unter dem Titel Die kriegerische Rücksichtslosigkeit. In den Rang eines Stabsoffiziers wurde er dort am 18. April 1896 erhoben. Das Treffen bei Bar sur Aube von ihm wurde 1897 als Beiheft zum Militär-Wochenblatt veröffentlicht. Das zum Major gehörige Patent sollte er allerdings erst am 27. Januar 1898 erhalten. Aus dem Nebenetat wurde er am 1. April 1898 dem Großen Generalstab zugeteilt. Am 17. Oktober 1899 wurde er zum 3. Niederschlesischen Infanterie-Regiment Nr. 50 nach Rawitsch versetzt und zum Kommandeur des I. Bataillons ernannt.
In Genehmigung seines Abschiedsgesuches wurde Dechend am 18. August 1900 mit der gesetzlichen Pension und der Berechtigung zum Tragen der Uniform des Füsilier-Regiments „von Gersdorff“ (Kurhessisches) Nr. 80 zur Disposition gestellt. Als z.D.-Offizier war Dechend vom 18. Januar 1901 bis zum 19. Mai 1903 Kommandeur des Landwehrbezirks Hagen.
Als Coautor von Julius von Pflugk-Harttung, Archivar des Geheimen Staatsarchivs, veröffentlichte dieser 1901 Napoleon I, 1906 Kraft und Leben dem Vaterlande und 1912 Die Geschichte der Befreiungskriege.
Das Regiment erteilte dem Hauptmann Friedrich von Lettow-Vorbeck den Auftrag zur Neufassung der Regimentsgeschichte. Für die unter dem Titel Geschichte des Füsilier-Regiments „von Gersdorff“ (Kurhessisches) Nr. 80 und seines Stamm-Regiments, des Kurhessischen Leibgarde-Regiments, von 1631 bis 1913 1913 erschienene Ausgabe wurde die Geschichte von 1901 als Grundlage verwendet. Dechend erscheint hier deshalb ebenfalls als Autor.

## Schriften
- Geschichte des Füsilier-Regiments von Gersdorff (Hess.) Nr. 80: und seines Stamm-Regiments des kurhessischen Leibgarde-Regiments von 1632 bis 1900. E.S. Mittler & Sohn, Berlin 1901.
- Geschichte des Füsilier-Regiments von Gersdorff (Kurhessisches). Elwert’sche Universitäts- und Verlagsbuchhandlung, Berlin 1913.